# Catherine Tasca

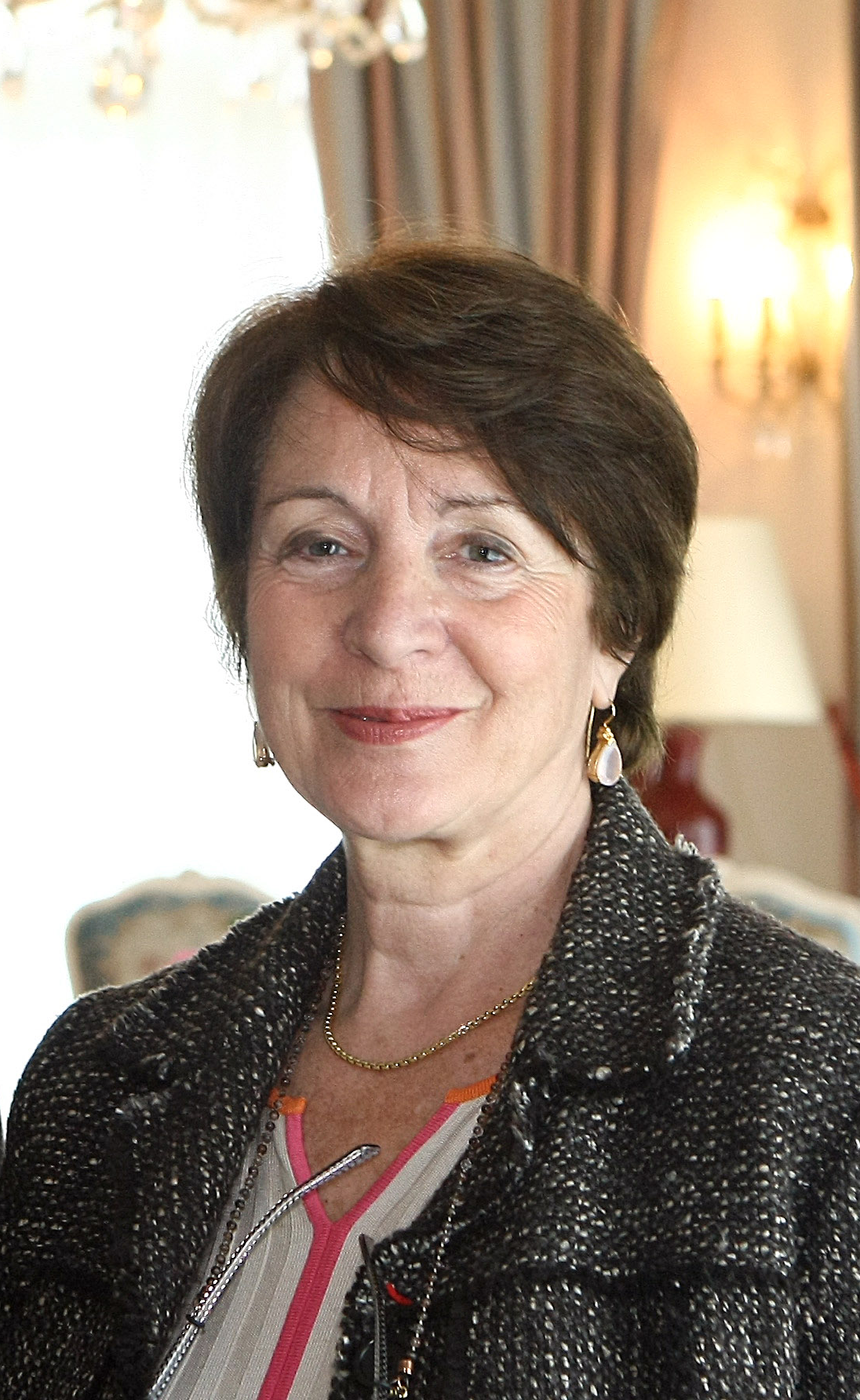
Catherine Tasca

Catherine Tasca (* 13. Dezember 1941 in Lyon) ist eine französische Politikerin. Seit 2004 vertritt sie das Département Yvelines im Senat, dessen Vizepräsidentin sie seit Oktober 2008 ist.

## Leben
Tasca wurde als jüngste Tochter Angelo Tascas 1941 geboren. Ihre Mutter war eine Stadtverwaltungsangestellte. Ihr Vater verließ sie im November 1944, um eine andere Frau als Catherines Mutter zu werben. Tasca diplomierte 1963 am Institut d’études politiques de Paris und promovierte 1967 an der École nationale d’administration.

## Karriere
Tasca arbeitete zunächst im Kulturbereich. Sie begann ihre Karriere unter André Malraux bei Maisons de la Culture, bevor sie 1973 Direktorin derer Dependance in Grenoble wurde. 1977 wechselte an die nationale Institution für Kunstverbreitung. Von 1978 bis 1982 war sie Generalskräterin des Ensemble intercontemporain von Pierre Boulez; in den folgenden vier Jahren wirkte sie als Co-Intendantin mit Patrice Chéreau am Théâtre des Amandiers in Nanterre. Danach nominierte François Mitterrand in die Commission nationale de la communication et des libertés, wo sie bis 1989 blieb. Von 1993 bis 1997 war sie Beraterin von André Rousselet bei Canal+.

## Politisches Wirken
Sie war Mitglied der Parti socialiste unifié, bevor sie sich wieder der Parti socialiste anschloss. Sie ist Mitglied des Clubs Le Siècle.
Im Juni 1997 wurde sie in die Nationalversammlung für den 11. Wahlbezirk des Départements Yvelines gewählt. Ihr Stellvertreter war Guy Malandain, der Bürgermeister von Trappes. Von 2000 bis 2002 war sie Ministerin für Kultur und Kommunikation im Kabinett Jospin.

## Belege
1. ↑  Emanuel Rota: A pact with Vichy: Angelo Tasca from Italian socialism to French collaboration. Fordham University Press, 2012, ISBN 978-0-8232-4564-2, S. 196.
2. ↑  Alexander J. De Grand, In Stalin’s Shadow: Angelo Tasca and the Crisis of the Left in Italy and France, 1910– 1945 (DeKalb: Northern Illinois University Press, 1986).

| Personendaten    | Personendaten                 |
| ---------------- | ----------------------------- |
| NAME             | Tasca, Catherine              |
| KURZBESCHREIBUNG | französische Politikerin (PS) |
| GEBURTSDATUM     | 13. Dezember 1941             |
| GEBURTSORT       | Lyon                          |